# كريستيان كارلسون (لاعب تنس الطاولة)
كريستيان كارلسون (بالسويدية: Kristian Karlsson)‏ هو لاعب تنس الطاولة سويدي، ولد في 6 أغسطس 1991 في ترولهتان في السويد.

## وصلات خارجية
- كريستيان كارلسون على موقع منظمة تنس الطاولة العالمي (الإنجليزية)
- كريستيان كارلسون على موقع اللجنة الأولمبية الدولية (الإنجليزية)
- كريستيان كارلسون على موقع أوليمبيديا (الإنجليزية)
- كريستيان كارلسون على موقع اللجنة الأولمبية السويدية (السويدية)